# Cantonul Autun-Nord
Cantonul Autun-Nord este un canton din arondismentul Autun, departamentul Saône-et-Loire, regiunea Burgundia, Franța.

## Comune
| Comune           | Populație (1999) | Cod poștal | Cod INSEE |
| ---------------- | ---------------- | ---------- | --------- |
| Autun            | 16 419 (1)       | 71400      | 71014     |
| Dracy-Saint-Loup | 615              | 71400      | 71184     |
| Monthelon        | 279              | 71400      | 71313     |
| Saint-Forgeot    | 478              | 71400      | 71414     |
| Tavernay         | 520              | 71400      | 71535     |